# Alexander's Ragtime Band (film)
Alexander's Ragtime Band is een Amerikaanse muziekfilm uit 1938 onder regie van Henry King.

## Verhaal
De violist Roger Grant en de zangeres Stella Kirby worden tijdens een auditie bij vergissing aan elkaar gekoppeld. Stella en Alexander hebben dikwijls ruzie, maar op verzoek van hun vriend Charlie Dawyer schuiven ze hun meningsverschillen terzijde. Charlie heeft stiekem een oogje op Stella en als Roger en Stella verliefd worden, staat zijn 30-jarige vriendschap met Roger op het spel.

## Rolverdeling
| Acteur           | Personage          |
| ---------------- | ------------------ |
| Tyrone Power     | Roger Grant        |
| Alice Faye       | Stella Kirby       |
| Don Ameche       | Charlie Dwyer      |
| Ethel Merman     | Jerry Allen        |
| Jack Haley       | Davey Lane         |
| Jean Hersholt    | Professor Heinrich |
| Helen Westley    | Tante Sophie       |
| John Carradine   | Taxichauffeur      |
| Paul Hurst       | Bill Mulligan      |
| Wally Vernon     | Wally Vernon       |
| Ruth Terry       | Ruby               |
| Douglas Fowley   | Snapper            |
| Chick Chandler   | Louie              |
| Eddie Collins    | Korporaal Collins  |
| Joseph Crehan    | Toneelmeester      |
| Robert Gleckler  | Eddie              |
| Dixie Dunbar     | Artieste           |
| Joe King         | Charles Dillingham |
| Charles Coleman  | Ober               |
| Stanley Andrews  | Kolonel            |
| Charles Williams | Agent              |
| Jane Jones       | Trio               |
| Otto Fries       | Trio               |
| Mel Kalish       | Trio               |
| Selmer Jackson   | Radiodirecteur     |
| Donald Douglas   | Zanger             |

## Prijzen en nominaties
| Jaar | Prijs  | Categorie              | Genomineerde(n)              | Uitslag     |
| ---- | ------ | ---------------------- | ---------------------------- | ----------- |
| 1938 | Oscars | Beste film             | 20th Century Fox             | Genomineerd |
| 1938 | Oscars | Beste verhaal          | Irving Berlin                | Genomineerd |
| 1938 | Oscars | Beste originele muziek | Alfred Newman                | Gewonnen    |
| 1938 | Oscars | Beste originele nummer | Irving Berlin                | Genomineerd |
| 1938 | Oscars | Beste montage          | Barbara McLean               | Genomineerd |
| 1938 | Oscars | Beste productieontwerp | Bernard Herzbrun Boris Leven | Genomineerd |